# Adriana Calcanhotto
Adriana da Cunha Calcanhotto (Porto Alegre, 3 de octubre de 1965) es una cantante y compositora brasileña, considerada una de las más importantes compositoras de la música popular de Brasil contemporánea. Sus composiciones son variadas en estilos: samba, bossa nova, funk, rock, pop, baladas. También graba canciones que fueron éxitos en su momento con nuevos arreglos.

## Biografía y trayectoria artística
Es hija de un baterista de una banda de jazz, Carlos Calcanhoto, y una bailarina. A los seis años su abuelo le regaló su primer instrumento: una guitarra clásica. Más tarde también aprendió canto. Luego se impregnó de las influencias de la música popular brasileña y del movimiento literario modernista del país. Quedó fascinada por la obra Antropofagia de Oswald de Andrade, así como por Tarsila do Amaral y otros nombres de aquel movimiento cultural.
Comenzó su carrera artística tocando en bares, después en piezas teatrales, para más tarde lanzarse en conciertos y festivales por todo el país. El primer disco, Enguiço (1990), fue muy elogiado y el primer éxito fue Naquela Estação, que integró la banda sonora de la telenovela Raina da Sucata, de Sílvio de Abreu (1990). El año siguiente, recibió el Premio Sharp como revelación femenina. Musicó poemas del poeta portugués Mário de Sá-Carneiro en 1996. En los Juegos Panamericanos de 2007 participó en la ceremonia de apertura.
Amplió su repertorio con un álbum para niños, Adriana Partimpim (2004), donde obtuvo gran éxito y por el cual fue nombrada para concursar al Grammy latino de mejor álbum infantil en el Madison Square Garden.
Embajadora de la Universidad de Coímbra, en Portugal, desde 2015, la brasileña fue profesora de la Facultad de Artes de la misma universidad, habiendo impartido el curso "Cómo escribir canciones" y también estudió Arqueología.

## Vida personal
Adriana Calcanhoto pertenece al colectivo LGBT y ha estado casada con la cineasta Suzana de Moraes (fallecida en 2015), hija del poeta y compositor Vinícius de Moraes, durante más de 25 años. En 2010, la pareja declaró su unión civil en los tribunales (ya que en ese momento no estaba permitido el matrimonio entre personas del mismo sexo en Brasil, reglamentado en 2013). Celebró la decisión con una ceremonia y una fiesta íntima, con gran cobertura en medios brasileños y portugueses. En 2021, empezó una relación con la actriz brasileña Maitê Proença que terminó en agosto de 2022.

## Discografía
- Enguiço (1990);
- Senhas (1992);
- A Fábrica do Poema (1994);
- Maritmo (1998);
- Público - (Ao Vivo) (2000);
- Cantada (2002);
- Perfil (2003);
- Adriana Partimpim (2004);
- Adriana Partimpim - O Show (2005);
- Maré (2008);
- Partimpim Dois (2009);
- O Micróbio do Samba (2011);
- Multishow ao Vivo: Micróbio Vivo (2012);
- Partimpim Tlês (2012);
- Olhos de Onda (2014);
- Loucura (2015);
- Margem (2019);
- Só (2020)